# Alexandre Stuart (1214-1283)
Pour les articles homonymes, voir Alexandre Stuart et Stuart.
Alexandre Stewart ou Stuart (1214-1283), également connu sous le nom de Alexandre Dundonald, était le 4e grand sénéchal d'Écosse à la mort de son père en 1246.

## Biographie
Il était le fils de Walter Stewart, 3e grand sénéchal d'Écosse et de sa femme Bethóc, elle-même fille de Gille Crist, comte d'Angus. Alexandre aurait accompagné Saint-Louis à la septième croisade (1248-1254).
En 1255 , il est un des Gardiens de l'Écosse pour le compte du  jeune roi Alexandre III. Il tente d'appuyer la reine Marie contre la puissance de ses adversaires. C'est à son époque que le titre nouveau de « senescallus Scotie »,  (anglais: Sénéchal d'Écosse),  remplace l'ancienne dénomination  de « dapifer regis Scotie »,  c'est-à-dire sénéchal du roi d'Écosse, indiquant ainsi la mutation du nom de sa charge dans un contexte national.
En 1263 Alexandre lève 120 sergents d'arme dans ses domaines patrimoniaux, et avec son frère Walter Stewart comte de Menteith et shériff d'Ayr, intervient à la tête de la force armée écossaise qui se bat lors de la bataille de Largs le 2 octobre 1263, dans le cadre de la guerre écosso-norvégienne. Il défend l'Écosse avec succès contre l'attaque d'Haakon IV de Norvège et de ses alliés des Hébrides. C'est sans doute à l'époque d'Alexandre que les Stewarts reçoivent la seigneurie de Cowal, avec le château de  Dunoon.
Alexandre de Dundonald, d'après une charte de l'abbaye de Paisley, effectue un  pèlerinage à Saint-Jacques de Compostelle; et l'aîné de ses fils survivants est baptisé Jacques, un prénom jusqu'alors inconnu en Écosse

## Union et postérité
L'identité de l'épouse d'Alexandre Stuart est incertaine (il s'agirait peut-être  de Jane, fille d'Angus mac Somhairle). Il laisse comme enfants :
- James Stewart (mort en 1309), 5e grand sénéchal d'Écosse : 
  - son petit-fils Robert II d'Ecosse (1316-1390 ; fils de Walter Stuart, mort en 1327, et de Marjorie Bruce, morte en 1316, fille du roi Robert Ier Bruce, mort en 1329) accède au trône d'Ecosse en 1371, d'où la suite des rois d'Ecosse jusqu'à Marie Stuart par son fils aîné Robert III ; plus les Stuarts d'Albany de March, et les Stuarts de Mar et de Moray ;
  - Robert II est aussi l'auteur : 
    - des Stuarts d'Albany, Fife, Menteith, Methven (cf. Henry, Lord Methven), Avondale (Lanarkshire), Arran, Ochiltree, Buchan, par son fils cadet Robert, père de Murdoch et de John de Buchan ;
    - des Stuarts de Buchan, Mar et Badenoch par son fils Alexandre (v. 1345-1405) ; des Stuarts de Strathearn et Caithness par son fils David ;
    - encore des Stuarts d'Atholl, Caithness et Strathearn par son fils Walter ;
- Sir John Stewart de Bonkyll (mort en 1298), décrit comme le "second fils" qui épouse l'héritière de Bonkyll, tué à la bataille de Falkirk, est la souche : 
  - des Stuarts de Derneley/de Darnley et de Lennox (cf. John of Darnley, v. 1365/1380-1429), qui accèdent au trône d'Ecosse en 1565 avec Henry, lord Darnley, époux de ladite reine Marie Stuart et père de Jacques VI (aussi roi d'Angleterre en 1603) : d'où les souverains de Grande-Bretagne puis du Royaume-Uni ;
  - et aussi des Stuarts d'Angus, d'Atholl (cf. John), de Lorn(e) (cf. James Stewart, the Black Knight of Lorn, et ), etc.
- Andrew Stewart
- Elizabeth Stewart, mariée à Sir William Douglas le Hardy, gouverneur de Berwick-upon-Tweed,
- Hawise Stewart